# Jacob Gotfred Halkier
Jacob Gotfred Halkier (født 3. juni 1837 i København, død sammesteds 28. maj 1917) var en dansk grosserer.
Han var søn af grosserer Hans Peter Andreas Halkier og Edvarda Sophie Munch og bror til forfatter Emma Gad.
Halkier fik en alsidig og grundig uddannelse i flere udenlandske handelshus, og indtrådte i 1862 i firmaet G. Halkier & Co., som farfaderen, Gotfred Halkier, havde stiftet i 1784. Handelshuset beskæftigede sig  hovedsagelig med korn og islandsk uld. I 1880 blev Halkier eneejer og i 1900 blev sønnen Peter Ernst Harald Halkier medejer.

## Andre hverv
Halkier, der var ven af C.F. Tietgen, var fra 1879 medlem af Privatbankens bankråd, hvoraf 1906–1908 som formand. Han sad i  bestyrelsen for De danske Sukkerfabrikker, De forenede Bryggerier og Nordiske Kabel- og Traadfabrikker. Han var medstifter af De forenede Bryggerier og medlem af Sø- og Handelsretten og i en periode  konsul for Mecklenburg.
Den 3. juni 1862 blev Halkier gift med Henrietta (Ettie) Mathilda Taylor, som han havde hjemført fra England. Han  var kommandør af Dannebrogordenen og er afbildet på P.S. Krøyers maleri Fra Københavns Børs.